# Дьєрдь Шебек
Дьєрдь Шебек (Шебьок, угор. Sebők György; 2 листопада 1922, Сегед — 14 листопада 1999, Блумінгтон) — угорський та американський піаніст і педагог.

## Біографія
Шебек дав свій перший сольний концерт у віці 11 років. У 14 років він зіграв Концерт № 1 Бетховена для фортепіано з оркестром під орудою диригента Ференца Фрічаі.
У віці 16 років вступив до Академія Ференца Ліста, де навчався під керівництвом Золтана Кодаі і Лео Вайнера. Після закінчення концертував упродовж десяти років у країнах Східної та Центральної Європи та колишнього Радянського Союзу.
У 1949, він був призначений професором музики в консерваторії Бели Бартока в Будапешті.
Після Угорські повстання 1956 оселився в Парижі.
У 1962 переїхав до США, де викладав у Блумінгтоні в Індіанському університеті.
Паралельно був запрошеним професором Берлінської вищої школи мистецтв в Німеччині, де давав майстер-класи двічі на рік.
У 1974 заснував та організував щорічні літні майстер-класи в місті Ернен (Швейцарія) для піаністів та інших інструменталістів.
У 1987 заснував та очолював «Фестиваль майбутнього» («Festival der Zukunft») в Ернені.

## Нагороди
- Grand Prix du Disque (Франція, 1957)
- Орден Мистецтв та літератури (Франція, 1996)